# Camerata Silesia
Zespół Śpiewaków Miasta Katowice Camerata Silesia – polska kameralna grupa śpiewacza, prezentująca szeroki repertuar, utworzona w 1990 roku przez Annę Szostak. Zespół działa jako samorządowa instytucja kultury, dla której organizatorem jest Urząd Miasta Katowice.

## Charakterystyka
Camerata Silesia to czołowa w Polsce kameralna grupa śpiewacza utworzona w 1990 r. przez kierującą zespołem do dziś dyrygentkę Annę Szostak. Zespół ceniony jest przede wszystkim za wykonania muzyki współczesnej, w szczególności prawykonania. Świetnie odnajduje się także w interpretacjach muzyki dawnej.
Zespół skupia się głównie na repertuarze przedklasycznym oraz dwudziestowiecznym. Jednak od początku założycielom przyświecała idea stworzenia grupy wokalistów, która może występować w obsadzie kameralnej, wykonywać partie solowe jak również utwory na chór a cappella. Obecnie w swoim repertuarze posiada muzykę dawną i współczesną m.in. piosenki zespołu Abba czy Andrzeja Zauchy.
W ciągu ponad 30 lat swojej działalności Camerata Silesia zdobyła międzynarodową renomę, występując w najbardziej prestiżowych salach koncertowych Europy i Azji, m.in. Royal Festival Hall w Londynie, Gewandhaus w Lipsku, Parco della Musica w Rzymie, Palais de Beaux-Arts oraz Le Théâtre Royal de la Monnaie w Brukseli, Royal Concertgebouw w Amsterdamie, Gran Teatro La Fenice w Wenecji, Opéra-Comique w Paryżu, Lanfang Theatre w Pekinie i World Trade Center w Tajpej.
Camerata dokonała prawykonań utworów Rafała Augustyna, Krzysztofa Baculewskiego, Ryszarda Gabrysia, Henryka Mikołaja Góreckiego, Krzysztofa Knittla, Stanisława Krupowicza, Krzysztofa Pendereckiego, Zbigniewa Preisnera, Bogusława Schaeffera, Witolda Szalonka, Pawła Szymańskiego, Agaty Zubel.
Został doceniony nie tylko przez krytyków, ale również przez Krzysztofa Pendereckiego którego „Pasję wg św. Łukasza”, „Polskie Requiem” i „Siedem Bram Jerozolimy” Camerata wielokrotnie współwykonywała pod kierownictwem kompozytora, a podczas Warszawskiej Jesieni uczestniczyła w wykonaniu Canticum Canticorum. W 2012 zespół w poszerzonym składzie został zaproszony do udziału w przedstawieniach i nagraniach na DVD scenicznej wersji Pasji wg św. Łukasza Pendereckiego w reżyserii Grzegorza Jarzyny. W 2017 roku chór wykonywał to samo dzieło w Londynie razem z London Philharmonic Orchestra pod dyrekcją Vladimira Jurowskiego.
Zespół występował na wielu festiwalach, m.in. Warszawska Jesień, Gaude Mater w Częstochowie, Wratislavia Cantans, Festiwal Prawykonań – Polska Muzyka Najnowsza w Katowicach, Festiwal im. Ludwiga van Beethovena w Warszawie, Festiwal Muzyki Religijnej im. Giuseppe Sinopolego „Anima Mundi” w Pizie i podczas Sommerfestspiele w Bregencji.
Chór był również zapraszany na ważne festiwale zagraniczne, jak ISCM World Music Days w Wiedniu i we Wrocławiu, Musikfestival Landschaft Westfalen w Münster, Międzynarodowy Festiwal Muzyki Współczesnej „New Sounds” w Canterbury i Międzynarodowy Festiwal Muzyki Współczesnej „Aksamitna Kurtyna 2” we Lwowie.
Zespół ma w swym dorobku już kilkadziesiąt płyt. Cztery autorskie albumy chóru nagrane pod dyrekcją Anny Szostak uzyskały Nagrodę Muzyczną „Fryderyk” – w latach 1997, 2020, 2021 i 2022. Kilkanaście płyt chóru było do niej nominowanych. „Fryderykami” nagradzane były też przedsięwzięcia, przy których Camerata współpracowała: monograficzna płyta z utworami Pawła Szymańskiego z 1997 roku oraz box „100 na 100” dokumentujący sto lat muzyki polskiej wyróżniony w 2020 roku aż dwiema statuetkami.
Od roku 2004 zespół działa pod auspicjami Miasta Katowice,  a także podjął stałą współpracę z NOSPR, której siedziba stała się stałym miejscem koncertowania Cameraty Silesii. Na podstawie umowy z 2023 roku, Camerata Silesia od początku roku 2024 jest instytucją współprowadzoną z Ministrem Kultury i Dziedzictwa Narodowego.
Zespół współpracuje z takimi orkiestrami jak Wiener Symphoniker, London Philharmonic Orchestra, Hofkapelle München, Akademie für Alte Musik Berlin, London Baroque, Narodową Orkiestrą Symfoniczną Polskiego Radia w Katowicach, Aukso – Orkiestrą Kameralną Miasta Tychy, a także Sinfonia Varsovia.
Camerata Silesia bierze udział w nagraniach dla Polskiego Radia, koncertach transmitowanych przez Europejską Unię Radiową, a także w programach telewizyjnych.

## Dyskografia
- 1993: „Palestrina, Zielenski, Verdi, Palester, Panufnik muzyka sakralna a cappella”
- 1994: „Oj Maluśki Maluśki Christmas Carols”
- 1995: „Negro Spirituals”
- 1996: „Offertoria Et Communiones Totius Anni Mikołaja Zieleńskiego”
- 1997:
  - „Pieśni kurpiowskie”
  - „Missa pulcherrima, Bartłomiej Pękiel, Julian Gebalski, Camerata Silesia”
- 1999: „Bóg Się Rodzi”
- 2000: „Miserere”
- 2001: „Emma Kirkby, Camerata Silesia, Anna Szostak, Baroque Instruments Ensemble - Purcell, Gorczycki, Bach”[6]
- 2003: „Camerata Silesia sings Chopin”
- 2011: „Krzysztof Baculewski - Choral Works”
- 2013:
  - „Camerata Silesia Sings Kilar”
  - „Siewinski: Requiem”
- 2015: „Jasnogórska Muzyka Dawna vol. 54”
- 2016:
  - „Józef Zeidler - Missa ex D”
  - „Camerata Silesia Sings Szymanski”
  - „Kolędy Baculewski Christmas Carol”
- 2019: „Camerata Silesia sings Silesian Composers vol. 1”
- 2020:
  - „Camerata Silesia sings Silesian Composers vol. 2”
  - „Przez łzy / Tearfully”
- 2021: „Words of Mystery. Music for Choir and Cello”
- 2022:
  - „Górecki: Folk Songs”
  - „Requiem” Andrzeja Jagodzińskiego

Źródła danych:

## Nagrody
- 1996:
  - Płyta Roku miesięcznika „Studio” za CD „Offertoria Et Communiones” Mikołaja Zieleńskiego (nominacja)[3]
  - Fryderyk w kategorii „Płyta Roku - Muzyka Dawna” za CD „Offertoria Et Communiones” Mikołaja Zieleńskiego (nominacja)[8]
- 1997:
  - Fryderyk w kategorii „Album Roku Muzyka Solowa” za CD „Pieśni kurpiowskie” Karola Szymanowskiego[9]
  - Płyta Roku miesięcznika „Studio” za CD „Paweł Szymański – Portret kompozytora” (współpraca - wykonanie utworu „Lux Aeterna” przez śpiewaków „Cameraty Silesia” i zespołu instrumentalnego pod dyrekcją Anny Szostak)[3]
  - Fryderyk w kategorii „Album Roku Muzyka Współczesna” za CD „Paweł Szymański – Portret kompozytora” (współpraca - wykonanie utworu „Lux Aeterna” przez śpiewaków „Cameraty Silesia” i zespołu instrumentalnego pod dyrekcją Anny Szostak)[3][9]
- 2003: Nagroda Prezydenta Katowic w Dziedzinie Kultury[3]
- 2020:
  - Fryderyk w kategorii „Najwybitniejsze Nagranie Muzyki Polskiej” oraz w kategorii „Album Roku Muzyka Symfoniczna” za box „100 na 100. Muzyczne Dekady Wolności” dokumentujący sto lat muzyki polskiej (współpraca)[10]
  - Fryderyk w kategorii „Album Roku Muzyka Chóralna” za CD „Camerata Silesia sings Silesian Composers vol. 1”[11]
- 2021: Fryderyk w kategorii „Album Roku Muzyka Chóralna” za CD „Przez łzy / Tearfully” z utworami Romana Padlewskiego i Joanny Wnuk-Nazarowej[11]
- 2022: Fryderyk w kategorii „Album Roku Muzyka Chóralna” za CD „Words of Mystery. Music for Choir and Cello”[11]